# Luther Adler

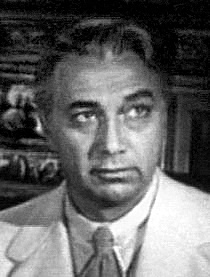
Luther Adler i Lysande gift (1950).

Luther Adler, född 4 maj 1903 i New York, död 8 december 1984 i Kutztown, Pennsylvania, var en amerikansk skådespelare. Adler var son till Jacob P. Adler och Sara Adler.

## Filmografi (urval)
- 1937 – Spion 33
- 1945 – Det enda vittnet
- 1948 – Carmen - fresterskan
- 1948 – Saigon – orientens Paris
- 1948 – Wake Of The Red Witch
- 1949 – Lidelsernas hus
- 1950 – Lysande gift
- 1950 – Kiss Tomorrow Goodbye
- 1950 – Syndare i Söderhavet
- 1950 – En man lever farligt
- 1951 – M – mördaren
- 1951 – Rommel – ökenräven
- 1954 – Gangsterstaden
- 1955 – Flickan i sammetsgungan
- 1955 – 6 mördare har rymt
- 1956 – Hett blod
- 1959 – Vredens man
- 1966 – Skuggan av en jätte
- 1968 – Maffiabröderna
- 1974 – Crazy Joe
- 1975 – Den våldsamma polisjakten
- 1975 – The Man in the Glass Booth
- 1975 – Blodig hämnd
- 1976 – De fördömdas resa